# Изабелла Бресенья
Изабелла Бресенья (итал. Isabella Bresegna, Brisegna; 1510—1567) — неаполитанка, подруга Джулии Гонзага. Была замужем за Манрике, губернатором Пьяченцы и братом испанского генерального инквизитора. 
Была преданной ученицей Хуана Вальдеса и подверглась жестокому преследованию мужа, который не одобрял её интереса к реформации. Была вынуждена бежать в Равенну, откуда поехала в Цюрих и Киавенну. Пьетро Карнесекки, которого сожгут на костре на суде спрашивали, почему он звал её la divina, он отвечал «потому что она была так красива и так милосердна». В изгнании жила вполне удобно и была уважаема своими единомышленниками. Несколько из реформаторов посвятили ей свои произведения.